# Чельпеков, Бактыбай Акбердыевич
Бактыбай Акбердыевич Чельпеков (каз. Бақтыбай Ақбердіұлы Шелпеков; род. 20 июля 1959 года; Небит-Даг, Туркменская ССР) — казахстанский общественный и политический деятель. Депутат Сената Парламента Республики Казахстан от Мангистауской области (2011—2023).

## Биография
В 1978 году окончил Небит-Дагский нефтяной техникум по специальности техник-нефтяник, в 1985 году — Алматинский институт народного хозяйства по специальности экономист. В 1993—1994 годах учился в Массачусетском университете в городе Бостоне в рамках международной программы по подготовке руководителей.
С 1977 по 1978 годы — оператор по добыче нефти и газа Мангышлакского газодобывающего управления.
С 1980 по 1981 годы — инженер по добыче нефти и газа ПО «Мангышлакнефть».
С 1984 по 1985 годы — экономист Мангышлакского областного управления торговли.
С 1985 по 1987 годы — инспектор Шевченковского горисполкома.
С 1987 по 1992 годы — заместитель директора, директор областной базы «Казторгодежда».
С 1992 по 1993 годы — начальник Мангистауского областного управления торговли.
С 1994 по 1995 годы — представитель компании «Procter & Gamble» в Казахстане.
С 1995 по 1999 годы — директор фирмы «Акку».
С 1999 по 2011 годы — депутат и секретарь Мангистауского областного маслихата.
С октября 2011 года по январь 2023 года — депутат сената парламента Республики Казахстан от Мангистауской области, член комитета по финансам и бюджету.

## Награды
- Медаль «За трудовое отличие» (Казахстан);
- Орден Курмет (2008);
- Орден Парасат (2018);
- Медаль «10 лет независимости Республики Казахстан» (2001);
- Медаль «10 лет Парламенту Республики Казахстан» (2005);
- Медаль «10 лет Астане» (2008);
- Медаль «20 лет тенге» (2013);
- Медаль «30 лет независимости Республики Казахстан» (2021);
- Медаль «МПА СНГ. 25 лет» (27 марта 2017 года, Межпарламентская ассамблея СНГ) — за заслуги в деле развития и укрепления парламентаризма, за вклад в развитие и совершенствование правовых основ функционирования Содружества Независимых Государств, укрепление международных связей и межпарламентского сотрудничества[4].
- Почётная грамота Совета МПА СНГ (24 ноября 2016 года, Межпарламентская ассамблея СНГ) — за активное участие в деятельности Межпарламентской Ассамблеи и её органов, вклад в укрепление дружбы между народами государств — участников Содружества Независимых Государств[5].

## Семья
- Жена: Майра Рахишовна Чельпекова (род. 1959).
- Дети: дочери — Айгерим (род. 1983), Меруерт (род. 1992); сын — Медет (род. 1988).